# 서울 적조사 신중도
적조사 신중도(寂照寺 神衆圖)는 대한민국 서울특별시 성북구 적조사에 있는 조선시대의 신중도이다. 2019년 2월 14일 서울특별시의 유형문화재 제438호로 지정되었다.

## 지정 사유
위태천(韋駄天)을 중심으로 각 2위의 신장, 천녀, 천동을 그린 신중도로, 위태천 중심의 천룡도(天龍圖)에 해당함. 투구와 갑옷, 갑주 등에 금박처리 및 복식의 필선과 각종 문양 등이 섬세하고 명료하여 화승의 우수한 기량을 보여준다.
화기를 통해 흥천사 경내 암자인 적조암 칠성각에 봉안하기 위해 광서 16년(1890년)에 조성되었으며, 긍조(亘照)가 편수로서 책임화승을 맡고 혜산축연(惠山竺衍)과 경은(敬恩)이 참여한 내용이 확인된다.
19세기 서울과 경기지방 불화의 화풍을 지니고 있고 원형을 유지하고 있으며, 화승 ‘긍조’의 우수한 기량을 잘 보여주는 불화이다.

## 조사보고서
그리 크지 않은 규모의 화면에 위태천 (韋駄天)을 중심으로 각 2위의 신장, 천녀, 천동만을 그린 신중도로 위태천 중심의 천룡도(天龍圖)에 해당한다. 둥근 녹색 머리광배[頭光]에 날개 깃 모양의 투구를 쓰고 갑옷을 입어 장군 형상을 한 중앙부의 위태천은 다리를 벌린 채 오른쪽을 향하여 서있는 좌안칠분면(左顔七分面) 상으로, 두 손으로는 삼지창 대신 검(劍)을 받쳐 들고 있다. 위태천 좌우측에 위치한 신장상 가운데 왼쪽(향하여 오른쪽)의 상은 투구와 갑옷을 착용하고 두 손을 교차하여 검을 움켜쥔 채 위태천을 향하고 서 있으며, 오른쪽(향하여 왼쪽)의 상은 솟아오른 붉은 머리칼에 두건을 쓰고 배를 약간 내민 자세로 검을 짚고 왼쪽을 향하여 서있다. 화면 상단부 위태천 머리광배 좌우로는 천녀와 천동이 자리하고 있다. 왼쪽에는 2위의 천녀가 얘기를 나누는 듯 마주보고 있는데 각기 일산(日傘)을 받쳐 들거나 구슬과 용각(龍角), 산호(珊瑚) 등의 공양물을 담은 쟁반을 들고 있다. 맞은편에는 번(幡)을 들고 있는 천동과 천도복숭아 등 공양물을 담은 쟁반을 받쳐 든 천동이 시립하고 있다.
위태천을 비롯한 각 상들은 턱이 둥근 후덕하게 보이는 얼굴에 건장한 체격을 하고 있는데, 이러한 신체 표현은 ‘긍조(亘照)’ 가 책임 화승인 금어 도편수(金魚都片手)를 맡아 조성한 적조암의 본 절인 흥천사 만세루 〈신중도〉(서울특별시 유형문화재 제410호)와 동일함을 볼 수 있다. 색채의 사용에 있어서도 적색과 녹색이 주조색으로서 밝은 녹색의 망토와 숄, 천의자락을 제외하고는 구름에 이르기까지 적색이 대부분으로서 흥천사 만세루 〈신중도〉 등 1800년대 후반의 경향을 잘 보여준다.
신중도의 특징 중 하나는 위태천의 투구와 갑옷, 신장상의 투구와 갑주, 그리고 천동천녀가 받쳐 들고 있는 쟁반과 번 및 산개 꼭지, 그리고 위태천의 검 등에 금박처리가 되어 있는 점인데, 매우 섬세하고 정교하여 품격이 느껴진다. 또한 위태천과 신중의 옷주름, 투구, 두건, 흉갑과 대퇴갑 등의 복식의 필선과 여기에 가해진 연화문, 당초문, 비늘문, 소슬문 등의 각종 문양을 표현한 필선 역시 섬세하고 명료하여 화승의 우수한 기량을 알 수 있게 한다.
면 하단 중앙부에 화기란을 마련하여 ‘光緖十六年庚寅九月十八日 奉安于寂照庵七星閣… 尙宮淸信女甲 申生河氏 淨德慧 尙宮淸信女丁丑生尹氏 法相華 尙宮淸信女癸未生朴氏法性華 … 片手 比丘亘照 惠山竺衍 敬恩’이라는 내용의 묵서 화기가 남아 있다. 이로보아 이 신중도는 흥천사 경내 암자인 적조암 칠성각에 봉안하기 위해 광서 16년(1890)년에 조성되었으며, '亘照'가 편수로서 책임화승을 맡고 '惠山竺衍'과 '敬恩'이 참여하였음을 알 수 있다.
화승 '긍조'는 1886년 조성의 서울 봉은사 〈석가불괘불도〉를 시작으로 1890년의 적조암 〈신중도〉의 책임화승을 맡고 있으며, 1892년에는 '천기(天機)'를 수화승으로 봉은사 대웅전〈삼장보살도〉 와 '응석(應釋)'이 책임을 맡아 그린 남양주 흥국사 〈16나한도〉 조성에 동참하는 등 서울·경기지역을 중심으로 '응석, 천기, 축연, 영환' 등 19세기의 대표적 화승들과 활동하였음이 확인된다.
그리고 주된 시주자로서 ‘상궁 하씨 정덕혜, 상궁 윤씨 법상화, 상궁 박씨 법성화’ 등 궁녀가 동참하고 있음을 볼 수 있으나, 왕실발원 불화는 아닌 것으로 판단된다. 일반적으로 상궁을 통한 왕실발원 불사의 경우 ‘奉命 臣 尙宮∼’ 또는 ‘奉爲 主上殿下萬萬歲∼’와 같이 표기하고 있는 것과 비교해 보아, 적조암 〈신중도〉는 ‘尙宮 淸信女∼’로 표기하고 있는 것은 신도로서 시주에 동참하고 있음을 나타낸다고 할 수 있을 것이다.

〔畵記〕

光緖十六年庚寅九月十八日

광서십육년경인구월십팔일

奉安于寂照庵七星閣

봉안우적조암칠성각

尙宮淸信女甲申生河氏 淨德慧

상궁청신녀갑신생하씨 정덕혜

尙宮淸信女丁丑生尹氏 法相華

상궁청신녀정축생윤씨 법상화

尙宮淸信女癸未生朴氏 法性華

상궁청신녀계미생박씨 법성화

乾明戊午生宋氏 坤命丙辰生金氏 長子丙子生宋氏

건명무오생송씨 곤명병진생김씨 장자병자생송씨

坤命甲戌生金氏 童子壬午生壽福

곤명갑술생김씨 동자임오생수복

證明 西應普戒

증명 서응보계

持殿 比丘性三

지전 비구성삼

片手 比丘亘照 惠山竺衍 敬恩

편수 비구긍조 혜산축연 경은

化主 邱潭慈訓

화주 구담자훈

따라서 적조암 〈신중도〉는 19세기 서울과 경기지방 불화의 화풍을 지니고 있고, 원형을 유지하고 있으며, 화승 ‘긍조’의 우수한 기량을 잘 보여주는 불화로 유형문화재로 지정할 가치가 있다고 사료된다.

## 참고 문헌
- 서울 적조사 신중도 - 국가유산청 국가유산포털